# Алан Ліхтман
Алан Ліхтман (англ. Allan Jay Lichtman; нар. 1947 р., Нью-Йорк) — американський історик. Сфера фахових зацікавленостей — політична історія.

## Біографія
У 1973 закінчив Гарвардський університет і отримав докторський ступінь.
Працює у Американському університеті (Вашингтон).

## Творчий доробок
Ліхтман є автором та співавтором 9 книг і понад 100 статей. Найбільш відомий, як автор системи «Ключей», презентованої ним в книгах «The Thirteen Keys to the Presidency» («Тринадцять ключів до президентства») та «The Keys to the White House» («Ключі до Білого дому»). Ця система використовує тринадцять історичних факторів для прогнозування результатів виборів Президента США. Вибір ключей-факторів здійснено на підставі аналізу їх кореляції з результатами виборів за період з 1860 по 1980 рр. з використанням адаптованих статистичних методів прогнозування землетрусів геофізика Володимира Кейліс-Борока (Keilis-Borok). З використанням системи 13-ти ключів Ліхтман коректно передбачив результати виборів з 1984 по 2012 роки, в тому числі вибори 2000 року — за результатами призначення на посаду Президента.
У виборах 2016 року Алан Ліхтман прогнозував перемогу Трампа.

## Система прогнозування
Система заснована на припущенні, що президентські вибори в США багато в чому залежать від результатів партії, яка контролювала Білий дім протягом попереднього строку. Відповідно до цієї теорії, прагматичний американський електорат обирає президента за результатами правління партії, яка контролює Білий дім, а також враховує події, що відбулися протягом каденції — економічний спад або бум, зовнішньополітичні успіхи чи невдачі, скандали, політичні нововведення.
Якщо нація вважає, що партія добре керувала протягом свого терміну, то ця партія виграє наступні чотири роки правління; В іншому випадку виграє конкуруюча сторона. Згідно з моделлю, незалежно від дій кандидата під час передвиборчої кампанії, завдяки суспільному сприйняттю агітації як політичної технології, його шанси не залежатимуть від піар-стратегії.
Застосовуючи цю модель до президентських виборів з 1860 року, автори виділили 13 аспектів, які впливають на переобрання правлячої партії. Коли п'ять або менше припущень є хибними або спрямованими проти правлячої партії, ця партія перемагає на виборах. Якщо шість або більше хибні, перемагає конкуруюча сторона.
1.               Партійний мандат: після проміжних виборів правляча партія має більше місць у Палаті представників США, ніж після попередніх проміжних виборів.
2.             Конкуренція: серйозної конкуренції серед кандидатів від правлячої партії немає.
3.              Посада: кандидат від правлячої партії є чинним президентом.
4.             Треті сторони: немає значної третьої сторони або незалежного кандидата.
5.              Короткострокова економіка: економіка не перебуває в рецесії під час виборчої кампанії.
6.             Довгострокова економіка: реальне економічне зростання на душу населення протягом терміну дорівнює або перевищує середнє зростання за попередні два терміни.
7.              Зміна політики: нинішня адміністрація вносить значні зміни в національну політику.
8.             Громадські заворушення: тривалих громадських заворушень протягом каденції не було.
9.             Скандал: нинішня адміністрація не постраждала від великого скандалу.
10.           Зовнішні/військові невдачі: нинішня адміністрація не має серйозних невдач у закордонних справах чи військових питаннях.
11.            Зовнішні/військові успіхи: нинішня адміністрація досягла значних успіхів у закордонних справах або військових справах.
12.           Харизма: кандидат від правлячої партії є харизматичним або національним героєм.
13.           Харизма суперника: кандидат від конкуруючої партії не є харизматичним або національним героєм.

## Політична діяльність
28 вересня 2005 року оголосив про балотування до Сенату США від штату Мериленд.
За результатами голосування отримав підтримку 6,919 (1,2%) виборців і зайняв шосте місце із 18 кандидатів. У жовтні 2012 року Washington Post відмітила, що Ліхтман до цих пір розплачується з боргами, отриманими під час виборчої компанії.